# 鳥取大学の人物一覧
鳥取大学の人物一覧（とっとりだいがくのじんぶついちらん）は、鳥取大学に関係する人物の一覧記事。

## 著名な教職員
- 奥田務 - 鳥取大学監事（非常勤）。大丸会長兼CEO
- 上田敬博 - 鳥取大学医学部附属病院高度救命救急センター教授
- 佐々木喬 - 元鳥取大学学長
- 遠山正瑛 - 農学部名誉教授。農学博士（京都大学）。「砂漠緑化の父」といわれ日本の乾燥地農業（砂丘農業）研究の第一人者（鳥取大学乾燥地研究センター(乾地研)の前身である農学部附属砂丘利用研究元施設長）

## OB・OG
基本的に生年順に記載。

### 政治

#### 現職国会議員
- 杉田水脈 - 衆議院議員（自由民主党）。農学部卒
- 山下芳生 - 参議院議員（日本共産党）。元日本共産党中央委員会書記局長。農学部卒

#### 元職国会議員
- 松岡利勝 - 元衆議院議員（自由民主党）、第42代農林水産大臣。農学部卒
- 小泉顕雄 - 元参議院議員（自由民主党）。元文部科学大臣政務官。教育学部卒

#### 地方政界
- 広瀬栄 - 兵庫県養父市長。元養父市副市長。農学部卒
- 楫野弘和 - 島根県大田市長。元島根県総務部長。工学部卒
- 井元乾一郎 - 岡山県議会議長（自由民主党）、元岡山県鏡野町長。農学部卒
- 戸嶋秀樹 - 第6代福井県三方郡美浜町長。農学部卒
- 原井敬 - 徳島県吉野川市長。工学部中退

### 行政
- 佐藤紳 - 農林水産省大臣官房生産振興審議官[1]
- 正林督章 - ベトナム保健省政策アドバイザー、第17代厚生労働省健康局長、国立水俣病総合研究センター所長

### 財界
- 竹添昇 - 日本ハム株式会社代表取締役社長。農学部農芸化学科卒業
- 高島秀行 - GMOフィナンシャルホールディングス株式会社代表取締役会長、GMOクリック証券株式会社代表取締役会長。工学部社会開発システム工学科卒業
- 柳楽幸雄 - 日東電工株式会社代表取締役社長。工学部工業化学科卒業

### 研究者・学者
鳥取大学出身で鳥取大学の教員になったものは上記の著名な教職員を参照。

#### 医学部卒業者
- 岩村昇（公衆衛生学） - 元神戸大学医学部教授、マグサイサイ賞受賞
- 光嶋勲（形成外科学） - 東京大学名誉教授、元東京大学医学部附属病院副院長
- 田中雄三（臨床精神医学） - 鳴門教育大学学長
- 老松克博（精神医学） - 大阪大学大学院人間科学研究科教授、ユング心理学者

#### 農学部卒業者
- 山根義久（獣医学） - 東京農工大学名誉教授、日本獣医師会会長、日本動物高度医療センター創業者
- 小林裕和（植物分子遺伝学） - 静岡県立大学大学院生活健康科学研究科教授
- 松江勇次（農学） - 九州大学特任教授、日本水稲品質・食味研究会会長、日本農学賞

#### 工学部卒業者
- 宮近幸逸（機械工学） - 鳥取大学大学院工学研究科教授、元トヨタ自動車技師、日本機械学会機素潤滑設計部門長
- 森本幸生（化学） - 京都大学大学院理学研究科教授

### 技術者
- 上原浩 - 酒造技術者。旧制鳥取高等農林卒

### 芸術
- 佐藤勝彦 - 画家。学芸学部卒

### 文学
- 沢村凜 - 作家、第10回日本ファンタジーノベル大賞優秀賞受賞。農学部卒

### スポーツ
- 早川怜 - スポーツトレーナー
- 山下佐知子 - 元女子マラソン選手、現第一生命女子陸上部監督。教育学部卒
- 山根俊英 - 元プロ野球選手、鳥取一中→鳥取高等農林卒。毎日オリオンズ、産経、東映、ロッテ、大洋。1981年大洋ホエールズ監督。

### 芸能
- 宇仁菅真 - 俳優。工学部卒
- 笑福亭呂竹 - 落語家。工学部卒

### マスコミ
- 山根伸志 - 山陰放送アナウンサー
- 改野由佳 - 元日本海テレビジョン放送アナウンサー、元テレビ愛知アナウンサー
- 丸山聡美 - 山陰放送アナウンサー
- 春名優輝 - ラジオ関西アナウンサー
- 中山紗希 - 元NHK鳥取放送局契約キャスター、現日本海テレビジョン放送アナウンサー

### 附属校
「鳥取大学附属幼稚園」、「鳥取大学附属小学校」、「鳥取大学附属中学校」、「鳥取大学附属特別支援学校（旧養護学校）」、「鳥取大学医療技術短期大学部（現・医学部保健学科）」を参照のこと。

## その他

### 名誉博士
教育研究の進展に寄与した功績が特に顕著であった者を対象に、2002年3月に制定された。
1. 片山善博 - 前鳥取県知事、第14代総務大臣。地域学部地域政策学科客員教授